# 豹蟾魚
豹蟾魚（学名：Opsanus pardus），為輻鰭魚綱蟾魚目蟾魚科的其中一種，分布於中西大西洋區的墨西哥灣海域，體長可達38公分，為底棲性魚類，棲息在礁石區。